# 亞塞尼夫卡 (日托米爾州)
50°34′5″N 28°11′21″E / 50.56806°N 28.18917°E
亞塞尼夫卡（烏克蘭語：Ясенівка）是烏克蘭北部的村莊，隸屬日托米爾州的日托米爾區。該村面積1.3平方公里，海拔高度232米，2001年人口216，人口密度每平方公里165.77人。